# Fassa
Fassa és un partit polític de la província de Trento creat el 3 d'agost de 2008 que reclama autogovern per als ladins de la província. El seu cap és Gino Fontana, alcalde de Vigo di Fassa. A diferència de la Unió Autonomista Ladina, dona suport al centredreta. A les eleccions regionals de Trentino-Tirol del Sud de 2008 donà suport al candidat Sergio Divina, però només va obtenir el 0,6% dels vots (26,6% als municipis ladins) i cap escó.